# Stefan Krauße
Stefan Krauße (Ilmenau, 17 settembre 1967) è un ex slittinista tedesco, vincitore di due medaglie d'oro ai Giochi olimpici: ad Albertville 1992 ed a Nagano 1998. Prima della riunificazione della Germania (1990), ha gareggiato per la nazionale tedesca orientale di slittino.

## Biografia
Iniziò a gareggiare per la nazionale tedesca orientale nelle varie categorie giovanili nella specialità del doppio, ottenendo una medaglia di bronzo ai campionati mondiali juniores in coppia con Jan Behrendt, con il quale ha condiviso anche tutti i suoi successivi risultati nella specialità biposto.
Esordì in Coppa del Mondo nella stagione 1987/88, conquistò il primo podio, nonché la prima vittoria, il 10 gennaio 1988 nel doppio ad Altenberg. Trionfò in classifica generale nella specialità del doppio in tre edizioni consecutive: nel 1993/94, nel 1994/95 e nel 1995/96.
Prese parte a quattro edizioni dei Giochi olimpici invernali, sempre nel doppio e riuscendo in tutte e quattro le occasioni a portare a casa una medaglia: a Calgary 1988 vinse l'argento, ad Albertville 1992 conquistò l'oro, a Lillehammer 1994 ottenne il bronzo ed a Nagano 1998, in quella che fu la sua ultima gara a livello internazionale, vinse nuovamente la medaglia d'oro.
Ai campionati mondiali ottenne sette medaglie d'oro, quattro nel doppio e tre nella gara a squadre, nonché quattro d'argento. Nelle rassegne continentali vinse quattro titoli continentali, due nel doppio e due nella gara a squadre, oltre a due medaglie di bronzo.

## Palmarès

### Olimpiadi
- 4 medaglie:
  - 2 ori (doppio a Albertville 1992; doppio a Nagano 1998);
  - 1 argento (doppio a Calgary 1988);
  - 1 bronzo (doppio a Lillehammer 1994).

### Mondiali
- 11 medaglie:
  - 7 ori (doppio a Winterberg 1989; doppio, gara a squadre a Winterberg 1991; doppio, gara a squadre a Calgary 1993; doppio, gara a squadre a Lillehammer 1995);
  - 4 argenti (gara a squadre a Winterberg 1989; gara a squadre a Altenberg 1996; doppio, gara a squadre a Igls 1997).

### Europei
- 6 medaglie:
  - 4 ori (doppio, gara a squadre a Sigulda 1996; doppio, gara a squadre a Oberhof 1998);
  - 2 bronzi (doppio a Igls 1990; doppio a Winterberg 1992).

### Mondiali juniores
- 1 medaglia:
  - 1 bronzo (doppio a Königssee 1986).

### Coppa del Mondo
- Vincitore della Coppa del Mondo nella specialità del doppio nel 1993/94, nel 1994/95 e nel 1995/96.
- 45 podi (tutti nel doppio):
  - 27 vittorie;
  - 8 secondi posti;
  - 10 terzi posti.

#### Coppa del Mondo - vittorie
| Data             | Luogo        | Paese          | Disciplina              |
| ---------------- | ------------ | -------------- | ----------------------- |
| 10 gennaio 1988  | Altenberg    | Germania Est   | Doppio con Jan Behrendt |
| 17 gennaio 1988  | Winterberg   | Germania Ovest | Doppio con Jan Behrendt |
| 8 gennaio 1989   | Oberhof      | Germania Est   | Doppio con Jan Behrendt |
| 15 gennaio 1989  | Königssee    | Germania Ovest | Doppio con Jan Behrendt |
| 28 gennaio 1990  | Königssee    | Germania Ovest | Doppio con Jan Behrendt |
| 25 novembre 1990 | Altenberg    | Germania       | Doppio con Jan Behrendt |
| 9 febbraio 1991  | Sankt Moritz | Svizzera       | Doppio con Jan Behrendt |
| 31 gennaio 1993  | Winterberg   | Germania       | Doppio con Jan Behrendt |
| 7 febbraio 1993  | Lillehammer  | Norvegia       | Doppio con Jan Behrendt |
| 2 dicembre 1993  | Sigulda      | Lettonia       | Doppio con Jan Behrendt |
| 5 dicembre 1993  | Sigulda      | Lettonia       | Doppio con Jan Behrendt |
| 12 dicembre 1993 | Igls         | Austria        | Doppio con Jan Behrendt |
| 19 dicembre 1993 | Winterberg   | Germania       | Doppio con Jan Behrendt |
| 26 novembre 1994 | Igls         | Austria        | Doppio con Jan Behrendt |
| 27 novembre 1994 | Igls         | Austria        | Doppio con Jan Behrendt |
| 17 dicembre 1994 | Calgary      | Canada         | Doppio con Jan Behrendt |
| 18 dicembre 1994 | Calgary      | Canada         | Doppio con Jan Behrendt |
| 15 gennaio 1995  | Oberhof      | Germania       | Doppio con Jan Behrendt |
| 22 gennaio 1995  | Königssee    | Germania       | Doppio con Jan Behrendt |
| 10 dicembre 1995 | La Plagne    | Francia        | Doppio con Jan Behrendt |
| 17 dicembre 1995 | Winterberg   | Germania       | Doppio con Jan Behrendt |
| 21 gennaio 1996  | Königssee    | Germania       | Doppio con Jan Behrendt |
| 11 febbraio 1996 | Sankt Moritz | Svizzera       | Doppio con Jan Behrendt |
| 17 febbraio 1996 | Oberhof      | Germania       | Doppio con Jan Behrendt |
| 2 febbraio 1997  | Winterberg   | Germania       | Doppio con Jan Behrendt |
| 6 dicembre 1997  | Igls         | Austria        | Doppio con Jan Behrendt |
| 18 gennaio 1998  | Altenberg    | Germania       | Doppio con Jan Behrendt |